# Andrae Williams
Andrae Williams (Freeport, 12 luglio 1983) è un velocista bahamense.

## Palmarès
| Anno | Manifestazione      | Sede           | Evento      | Risultato  | Prestazione | Note                                     |
| ---- | ------------------- | -------------- | ----------- | ---------- | ----------- | ---------------------------------------- |
| 2005 | Mondiali            | Helsinki       | 4×400 m     | Argento    | 2'57"32     | Record nazionale                         |
| 2007 | Giochi panamericani | Rio de Janeiro | 4×400 m     | Oro        | 3'01"94     |                                          |
| 2007 | Mondiali            | Osaka          | 400 m piani | Semifinale | 45"40       |                                          |
| 2007 | Mondiali            | Osaka          | 4×400 m     | Argento    | 2'59"18     | Miglior prestazione personale stagionale |
| 2008 | Mondiali indoor     | Valencia       | 4x400 m     | Batteria   | 3'11"77     |                                          |
| 2008 | Campionati CAC      | Cali           | 400 m piani | 5º         | 46"09       |                                          |
| 2008 | Giochi olimpici     | Pechino        | 4×400 m     | Argento    | 2'58"03     |                                          |
| 2011 | Campionati CAC      | Mayagüez       | 400 m piani | 6º         | 46"69       |                                          |
| 2011 | Mondiali            | Taegu          | 4x400 m     | Batteria   | 3'01"54     |                                          |